# Drugi rząd Sophie Wilmès
Drugi rząd Sophie Wilmès - federalny rząd Belgii powołany 17 marca 2020 roku.
Drugi rząd Sophie Wilmès jest naturalnym kontynuatorem Pierwszego rządu Sophie Wilmès, który to powołany został 27 października 2019 roku. Z powodu wystąpienia Pandemii COVID-19 na obszarze Belgii konieczne stało się utworzenie tymczasowego rządu mającego większościowe poparcie w parlamencie(dotychczasowy Pierwszy rząd Sophie Wilmès był rządem mniejszościowym). 17 marca 2020 roku Izba Reprezentantów przy aprobacie partii: PS, MR, Ecolo, CD&V, Open Vld, sp.a, Groen, cdH i DéFI oraz sprzeciwie partii: N-VA, VB i PVDA-PTB przyznała wotum zaufania rządowi Sophie Wilmès przy stosunku głosów 84:44. Dodatkowo nowy rząd uzyskał specjalne kompetencje do walki z pandemią.

## Skład rządu
| Funkcja | Minister                | Partia   |
| --- | ----------------------- | -------- |
| Premier Belgii | Sophie Wilmès           | MR       |
| Minister sprawiedliwości, ds. europejskich oraz Dyrektor ds. budownictwa, wicepremier                                               | Koen Geens              | CD&V     |
| Minister budżetu, służby cywilnej, krajowej loterii oraz polityki naukowej, wicepremier                                             | David Clarinval         | MR       |
| Minister współpracy na rzecz rozwoju, finansów i zwalczania oszustw fiskalnych, wicepremier                                         | Alexander De Croo       | Open Vld |
| Minister upraszczania administracji, porządku cyfrowego, usług pocztowych i telekomunikacji                                         | Philippe De Backer      | Open Vld |
| Minister spraw wewnętrznych i bezpieczeństwa                                                                                        | Pieter De Crem          | CD&V     |
| Minister azylu, migracji, zdrowia i spraw społecznych                                                                               | Maggie De Block         | Open Vld |
| Minister spraw konsumenckich, osób niepełnosprawnych, ekonomii, zatrudnienia, równouprawnienia i walki z ubóstwem                   | Nathalie Muylle         | CD&V     |
| Minister klasy średniej, małych i średnich przedsiębiorstw, samozatrudnienia, rolnictwa, integracji społecznej i polityki miejskiej | Denis Ducarme           | MR       |
| Minister rent i emerytur | Daniel Bacquelaine      | MR       |
| Minister mobilności i Krajowej Spółki Kolejowej                                                                                     | François Bellot         | MR       |
| Minister spraw zagranicznych i obronności                                                                                           | Philippe Goffin         | MR       |
| Minister energii, środowiska i zrównoważonego rozwoju                                                                               | Marie-Christine Marghem | MR       |